# Rhys Davies (escritor)
Vivian Rees Davies OBE (9 de noviembre de 1901 - 21 de agosto de 1978), conocido como Rhys Davies, fue un novelista y escritor de cuentos galés que escribió en inglés.

## Vida
Uno de los escritores de prosa galesa más prolíficos del siglo XX, Davies escribió aproximadamente cien cuentos cortos, así como veinte novelas, tres novelas cortas, dos libros sobre Gales y una autobiografía. Aunque vivió principalmente en Londres, el trabajo de Davies a menudo está ambientado en Gales, típicamente en una Rhondda ficcionalizada o más al oeste en sus historias rurales.
Davies nació el 9 de noviembre de 1901 en Blaenclydach, un valle lateral del Rhondda. Su padre era tendero y su madre maestra de escuela. Sus padres hablaban galés, pero no lo transmitieron a Rhys ni a sus hermanos. El hermano menor de Rhys Davies, Lewis Davies, fue bibliotecario y filántropo galés. Durante su infancia asistió a la Capilla de Gosen, y más tarde pasó a la Iglesia de St. Thomas, pero finalmente se declaró ateo en su vida adulta. Asistió a la Escuela del Condado de Porth, pero la abandonó a los catorce años para trabajar en la tienda de sus padres. Trabajó brevemente en Cardiff en un almacén de comerciante de maíz antes de mudarse a Londres, donde comenzó su carrera literaria con la publicación de varios cuentos cortos. El editor Charles Lahr publicó parte del primer trabajo de Davies en The New Coterie, una pequeña revista vanguardista. En 1927, Davies publicó su primera colección de cuentos cortos, "La canción de las canciones", y su primera novela, "La raíz marchita". "La raíz marchita" tuvo una recepción crítica favorable, recibiendo buenas críticas y siendo publicada en una edición estadounidense. Recibió un adelanto por su segunda novela que le ayudó a mantenerse como escritor a tiempo completo.

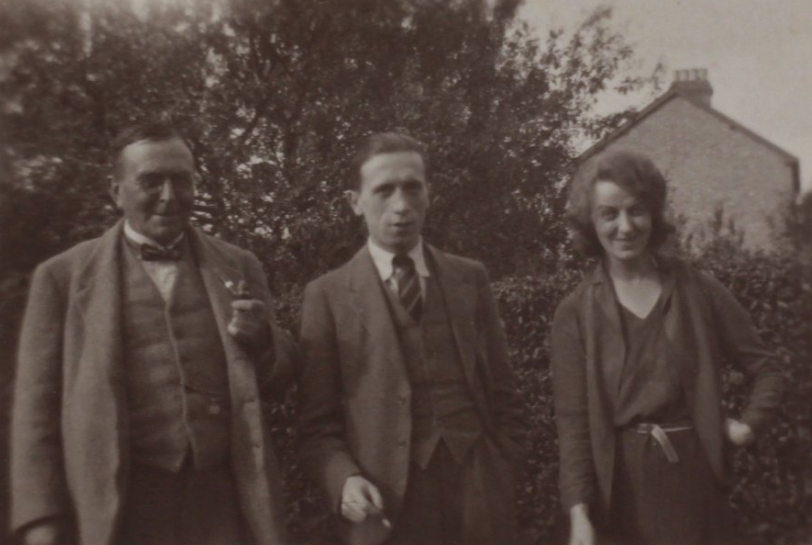
Rhys Davies (en el medio) con sus amigos en Much Hadham, julio de 1931.

Fue en este momento (1928-29) cuando Davies fue invitado a quedarse con D. H. Lawrence y Frieda Lawrence en Francia. Su encuentro ha sido dramatizado en "Sex and Power at the Beau Rivage" (2003), una obra de teatro del autor galés contemporáneo Richard Lewis Davies. Rhys Davies contrabandeó una copia del manuscrito de "Pansies" de Lawrence a Gran Bretaña y arregló su publicación con Charles Lahr. Aunque la muerte de Lawrence en marzo de 1930 hizo que su amistad fuera breve, Lawrence parece haber sido una influencia importante en el trabajo de Davies. Davies era homosexual, aunque nunca escribió públicamente sobre su propia sexualidad.
Durante la década de 1930, Davies llevó una vida nómada, ya que, aunque escribía prolíficamente, tenía un éxito financiero limitado. A menudo regresaba a Blaenclydach cuando el dinero escaseaba y para buscar inspiración para escribir. Se alojaba en la casa de Vincent Wells hasta 1945, cuando la casa se incendió y muchos de los papeles de Davies fueron destruidos. Durante la Segunda Guerra Mundial, Davies escribió muchos cuentos cortos, ya que a pesar de la escasez de papel, las revistas estaban exentas de racionamiento y había una demanda considerable de material de lectura.
Después de la guerra, vivió con el escritor escocés Fred Urquhart durante unos años antes de mudarse a Brighton con amigos. Para 1955, había regresado a Londres, a Bloomsbury, donde vivió el resto de su vida.
Davies se aseguró financieramente gracias a dos legados que le dejaron, uno del patrimonio de la novelista Anna Kavan y el segundo de Louise Taylor, la hija adoptiva de Alice B. Toklas. Davies basó "La chica del madreselva" en la juventud de Anna Kavan. D. J. Britton escribió una obra de teatro, "Silverglass", sobre la extraordinaria relación entre Rhys Davies y Anna Kavan, presentada como estreno durante la Conferencia de Cuentos Cortos de Rhys Davies 2013 celebrada en Swansea. La obra está ambientada a finales de la década de 1960 y revela el reconocimiento literario tardío de Davies, así como la tragedia final de Kavan. Ambos vivieron "una vida de autoinvención, en la que los secretos, la sexualidad y las profundas preguntas sobre la identidad personal acechaban constantemente en las sombras". Falleció a causa de cáncer de pulmón, a los 76 años.

## Premios
Davies fue galardonado con la Orden del Imperio Británico en 1968, así como con el Premio del Consejo de Artes de Gales en 1971. Su cuento "El elegido", originalmente publicado en The New Yorker, ganó un Premio Edgar Allan Poe en 1967. En 1991, después de su muerte, se estableció el Fondo Rhys Davies por el crítico literario Meic Stephens para promover la ficción corta de autores galeses en lengua inglesa. El fondo patrocina el Concurso de Cuentos Cortos Rhys Davies.

## Escritura

### Cuentos cortos
Muchos de los cuentos cortos de Rhys Davies se publicaron en colecciones, entre ellas:
- The Song of Songs (1927)
- A Pig in a Poke (1931)
- The Things Men Do (1936)
- A Finger in Every Pie (1942)
- The Trip to London (1946)
- Boy with a Trumpet (1949)
- Collected Stories (1955)
- The Darling of Her Heart (1958)

### Novelas
Davies también escribió veinte novelas, entre las cuales se encuentran:
- The Withered Root (1927)
- Count Your Blessings (1932)
- The Red Hills (1932)
- Honey and Bread (1935)
- A Time to Laugh (1937)
- Jubilee Blues (1938)
- Tomorrow to Fresh Woods (1941)
- The Black Venus (1944)
- The Perishable Quality (1957)
- Nobody Answered the Bell (1971)
- The Honeysuckle Girl (1975)
- Ram with Red Horns (1996)

## Otros trabajos
Davies escribió una autobiografía, "La huella de una pata de liebre" (1969), y una exitosa obra de teatro, "Sin escapatoria" (1954), así como varios trabajos de no ficción, incluido el libro de viajes "Mi Gales" (1937). También hubo un musical teatral, "Jenny Jones", basado en sus historias, que se representó en el West End pero no tuvo éxito. 